# Anogeissus bentii
Anogeissus bentii är en tvåhjärtbladig växtart som beskrevs av John Gilbert Baker. Anogeissus bentii ingår i släktet Anogeissus och familjen Combretaceae. Inga underarter finns listade i Catalogue of Life.